# 中池镇
中池镇，是中华人民共和国陕西省安康市石泉县下辖的一个乡镇级行政单位。

## 行政区划
中池镇下辖以下地区：
裕民村、东沙河村、军民村、山岔村、中心村、群心村、大堰村、五坪村、老湾村、民主村、高益村、茶里村、双益村、青泥涧村、茨坪村和夹丰村。